# A Magyar és Világirodalom Kincsestára
A Magyar és Világirodalom Kincsestára 1893-ban indított és a 20. század első éveiig megjelenő magyar szépirodalmi könyvsorozat, amely az Athenaeum Irodalmi és Nyomdai Rt. gondozásában került a könyvpiacra.

## Jellemzői
A sorozat induló kötetei halványzöld, vászonkötésű külső borítóján szecessziós jellegű, dombornyomott keretdíszben keleti hatású, bordós-barnás címerkompozíció fogta körül a címet. Később a külső borító változott, halványszürke dombornyomott vászon, illetve majdnem sötétbarna papírkötésben is jelentek meg egyes darabjai (a címkeret formája utóbbinál megmaradt). Gerincükön „Irodalmi Kincsestár” felirat és az illető kötet címe olvasható. A kötetek ára 2 korona volt. 
Különlegessége, hogy a 19/20. század fordulójának magyar irodalmi vonulatát szemléltető ágán írói és fordítói működésükről ma már kevéssé ismert magyar nők egész gárdája vonult fel. Jelentős számban találunk egyéb működésükről jobban ismert asszonyokat a beválogatott művek alkotói között. Így „Kalotaszeg nagyasszonya”, Gyarmathy Zsigáné, Herman Ottó felesége, (Borosnyay Kamilla), Beniczkyné Bajza Lenke, Dánielné Lengyel Laura, Szende Dárday Olga, Kupcsayné Molnár Júlia a szerzők között, a fordítók között Cserhalmi Irén, M. Hrabovszky Júlia, a sokat foglalkoztatott Hortoványi Blanka, a Pallas és az Athenaeum által is többször szerződtetett Szigethyné Szalay Erzsi, Székely Irén művei illetőleg alkotó közreműködése járultak hozzá a sorozat megjelenéséhez.
Népszerűségét mutatja, hogy 1906-ban a Szécsényi Kaszinó és Gazdakör Egylet Könyvtára Kossuth Lajos összes műveinek beszerzése mellett a Remekírók sorozaton kívül e sorozatot is megvásárolta, s „30 kötetbe átköttette”.
Érdekes kiadói gyakorlat fedezhető fel az Athenaeum Irodalmi és Nyomdai Rt. esetében. Az egyes műveket a párhuzamosan futó sorozatokba is beválogatták, gyakran még ugyanabban az évben változatlan terjedelemben és szedésben újra kiadták az egyes sorozatokra jellemző fizikai megjelenésben és az ott szokásos árban, így mint nyomdát, csak a újabb nyomtatás és a kötés költsége terhelte a vállalatot. Ez az eljárás viszont a nívós irodalom szélesebb körben és elérhető áron való terjesztését tette lehetővé. Így Az Athenaeum Olvasótára szinte párhuzamos kiadásúnak tekinthető A Magyar és Világirodalom Kincsestára-sorozattal, mert sok mű e két sorozatban egyazon évben jelent meg.
A jelen sorozat kizárólagos terjesztése az Aufrecht és Goldschmied cég birtokában volt, mely a korabeli Magyarország nagy tőkeerejű, széles, országos ügynöki gárdát alkalmazó nagyvállalataként a Révai Testvérek kiadó terjesztési működésének ellenlábasa. Aufrecht és Goldschmied „a Révai Testvérek önálló kiadványait azonban teljességgel bojkottálták. Ráadásul nem csak hogy nem vették át őket (bár ezek a sorozatok is kimondottan a részlet-üzlet céljára készültek), de a Révai-féle termékindító reklámkampányt meglovagolva rendszeresen egy hasonló jellegű konkurens cikket dobtak a piacra. A „Klasszikus Regénytár” terjesztésének megkezdésekor kezdték árulni Goldschmiedék az Athenaeum által kiadott „A Magyar és a Világirodalom Kincsestárát”, majd mikor a Révai Testvérek Rt. belefogott a jubileumi Jókai-összkiadás terjesztésébe, pontosan ezzel egyidőben adta Goldschmied is ügynökei kezébe a Franklin Társulat által közrebocsátott Jókai népszerű kiadást.”

## A sorozat ismert elemeinek listája
A 70-nél is több egységben megjelent sorozat többek között a következő köteteket tartalmazta (a lista vélhetően nem teljes):
- Abonyi Árpád: A második férj I–II., Budapest, 1895. (Egyidejűleg Az Athenaeum Olvasótára-sorozatban is!)
- Abonyi Árpád: Jön a hajnal, Budapest, 1897, 169 oldal. (Egyidejűleg Az Athenaeum Olvasótára és a Jeles Elbeszélők Kincsestára-sorozatban is!)
- Abonyi Árpád: A haldokló gladiátor. Regény. Budapest, 1898, 168 oldal. (Egyidejűleg Az Athenaeum Olvasótára és a Jeles Elbeszélők Kincsestára-sorozatban is!)
- Abonyi Árpád: Orvosok. Elbeszélések. I–II., Budapest, 1899. (Egyidejűleg Az Athenaeum Olvasótára-sorozatban is)
- Abonyi Lajos: A fejetlen barát. Regény. Budapest, 1899, 169 oldal. (Egyidejűleg Az Athenaeum Olvasótára-sorozatban is.)
- Ábrányi Emil: Lábán úr könnyei és egyéb történetek. Budapest, 1900 körül, 187 oldal. (Egyidejűleg a Jeles Elbeszélők Kincsestára-sorozatban, 1902-ben Az Athenaeum Olvasótára-sorozatban.)
- Alarcon Péter: Különös történetek. Ford. Huszár Vilmos. Budapest, 1893, 151 oldal.(1895-ben Az Athenaeum Olvasótára-sorozatban is.)
- Alarcon Péter: Venegas Mánuel. Regény. I–II. Ford. Huszár Vilmos. Budapest, 1898. (1897-ben az Athenaeum Olvasótára-sorozatban is.)
- Ambrus Zoltán: Szeptember. Regény. Budapest, 1897, 168 oldal. (Egyidejűleg Az Athenaeum Olvasótára-sorozatban is.)
- Ambrus Zoltán: Pókháló kisasszony. 10 elbeszélés. Budapest, 1898. 166 oldal. (Egyidejűleg Az Athenaeum Olvasótára és a Nemzeti Regénytár-sorozatban is.)
- André Theuriet: Gyötört szívek, I–II. Ford. A.(!) Budapest, 1890-es évek. (Közel egyidejűleg Az Athenaeum Olvasótára-sorozatban is.)
- Bársony István: Élőképek. Budapest, 1902, 163 oldal. (Az Athenaeum Olvasótára-sorozatban is.)[4]
- Bartók Lajos: A szemfényvesztők. Regény. I–II. Budapest, 1896. (Egyidejűleg Az Athenaeum Olvasótára-sorozatban is.)
- Benedek Elek: Csöndes órák. Elmélkedés, hangulat. Budapest, 1900 körül, 178 oldal. (Egyidejűleg Az Athenaeum Olvasótára-sorozatban is.)
- Benedek Elek: Huszár Anna. 2. kiadás. Regény, I–II. Budapest, 1901 körül.(Egyidejűleg és 1904-ben Az Athenaeum Olvasótára-sorozatban is.)
- Beniczkyné Bajza Lenke: Itt és a jövő életben. Regény. I–II. 4. kiadás. Budapest, 1890-es évek. (Az Athenaeum Olvasótára és a Jeles Elbeszélők Kincsestára-sorozatban is.)
- Beniczkyné Bajza Lenke: Az első nyom. Regény. I–II. Budapest, 1900 körül. (Az Athenaeum Olvasótára-sorozatban is.)
- Bjørnstjerne Bjørnson: Isten nyomai I–II. Ford. Ujkéri. Budapest, 1895. (1894-ben Az Athenaeum Olvasótára-sorozatban is.)
- Paul Bourget: A kék hercegnő. Regény. I–II. Ford. Szomory Emil. Budapest, 1899. (Egyidejűleg Az Athenaeum Olvasótára és a Jeles Elbeszélők Kincsestára-sorozatban is.)
- Rhoda Broughton: Olyan, mint a virág. Regény. Ford. Hortoványi Blanka. 1901. (Egyidejűleg Az Athenaeum Olvasótára és a Jeles Elbeszélők Kincsestára-sorozatban is.)
- Fjodor Mihajlovics Dosztojevszkij: Egy halottas-ház emlékiratai. Regény. I–III. Ford. Timkó Iván. Budapest, 1897. (Egyidejűleg Az Athenaeum Olvasótára-sorozatban is.)
- Benito Pérez Galdós: Dona Perfecta. Regény. I–II. Ford. Huszár Vilmos. Budapest, 1903. (Egyidejűleg Az Athenaeum Olvasótára-sorozatban is.)
- Anna Katherine Green: Tetemrehívás. Bűnügyi regény. I–II. Budapest, 1899. (Egyidejűleg Az Athenaeum Olvasótára-sorozatban is.)
- Gyarmathy Zsigáné: Önkéntes martirok. Elbeszélések. Budapest, 1898, 159 oldal. (Egyidejűleg Az Athenaeum Olvasótára-sorozatban is.)
- H. Rider Haggard: Az ősök kincse I–III. Regény. Ford. Cserhalmi H. Irén. Budapest, 1896. (Egyidejűleg Az Athenaeum Olvasótára-sorozatban is.)
- H. Rider Haggard: Náda, a liljom. Regény két kötetben. I–II. Budapest, 1899. 372 oldal. (Egyidejűleg Az Athenaeum Olvasótára-sorozatban is.)
- Knut Hamsun: Viktória. Regény. Ford. Telekes Béla. Budapest, 1903 körül, 151 oldal. (1901-ben Az Athenaeum Olvasótára-sorozatban is.)
- Ifj. Hegedüs Sándor: Alakok a ködhomályban. Tárcagyűjtemény. Budapest, 1899, VI, 139 oldal. (1902-ben Az Athenaeum Olvasótára-sorozatban is.)
- Herman Ottóné, Borosnyay Kamilla: Kisvárosiak. Regény. Budapest, 1897. 157 oldal. (Egyidejűleg Az Athenaeum Olvasótára-sorozatban is.)
- Wilhelmine von Hillern: És mégis jönni fog! Kolostori történet. I–II. Ford. és közlés: Alexander Erzsi, Schanzer Margit. Budapest, 1902 körül. (1901-ben Az Athenaeum Olvasótára-sorozatban is.)
- Jacobsen Jens Péter: Lyhne Niels, I–II. Ford. Elek Artúr. Budapest, 1900. ((Egyidejűleg Az Athenaeum Olvasótára-sorozatban is.)
- Kabos Ede: Ákáczvirág. Elbeszélések. Budapest, 1903. 154 oldal. (Egyidejűleg Az Athenaeum Olvasótára és a Jeles Elbeszélők Kincsestára-sorozatban is.)
- Kabos Ede: Vándorok. Elbeszélések. I–II. Budapest, 1897 körül, 284 oldal. (Egyidejűleg Az Athenaeum Olvasótára-sorozatban is.)
- Kvassainé Kún Melanie: Virányoslak – A jégvirág hazája!, Budapest, 1899. (1900-ban az Athenaeum Olvasótára sorozatban is.)
- Kupcsayné Molnár Júlia: Van Isten! Regény. I–II. Budapest, 1899. (Egyidejűleg Az Athenaeum Olvasótára-sorozatban is.)
- Lázár Béla: Hangulatok. Elbeszélések. Budapest, 1898, 158 oldal. (Egyidejűleg Az Athenaeum Olvasótára és a Nemzeti Regénytár-sorozatban is.)
- Lengyel Laura: Álmok. Tárczalevelek. Budapest, 1899, 168 oldal. (Egyidejűleg Az Athenaeum Olvasótára-sorozatban is.)
- Emilio de Marchi: Pianelli Demetrio. Regény. I–II. Ford. Muntureanu Hrabovszky Júlia. Budapest, 1898. (Egyidejűleg Az Athenaeum Olvasótára-sorozatban is.)
- Márkus József: Hamis bálványok. Budapest, 1894. 187 oldal. (Egyidejűleg Az Athenaeum Olvasótára-sorozatban is.)
- Catulle Mendès: Tavaszi románc. Budapest, 1896. 147 oldal. (Egyidejűleg Az Athenaeum Olvasótára-sorozatban is.)
- M[untureanu]. Hrabovszky Júlia: A Porczellán-comtessek, I–II., Budapest, 1899. (1900-ban Az Athenaeum Olvasótára-sorozatban is.)
- M[untureanu]. Hrabovszky Júlia: Apró történetek a nagy világból. Budapest, 1899, 157 oldal. (1902-ben Az Athenaeum Olvasótára-sorozatban is.)
- Ouida: Santa Barbara és egyéb novellák. Ford. Cserhalmi H. Irén. Budapest, 1896, 171 oldal. (Egyidejűleg Az Athenaeum Olvasótára-sorozatban is.)
- Ouida: Syrlin. Regény. I–II. Ford. Cserhalmi H. Irén és Gerő Attila. Budapest, 1902. (1895-ben a Jeles Elbeszélők Kincsestára-sorozatban is.)
- Palotás Fausztin: Salve Regina. Regény. Budapest, 1896. 158 oldal. (Egyidejűleg Az Athenaeum Olvasótára-sorozatban is.)
- Papp Dániel: A rátótiak. Regény. Budapest, 1898. 148 oldal. (Egyidejűleg Az Athenaeum Olvasótára-sorozatban is.)
- Pecserszkij: Erdők világa. Orosz népregény. I–III. Ford. Telekes Béla. Budapest, 1899. (Egyidejűleg Az Athenaeum Olvasótára-sorozatban is.)
- Ignatij Nikolaevič Potapenko: A kiválasztott. Elbeszélés. I–II. Ford. Madzsar Gusztáv. Budapest, 1900 körül. (Egyidejűleg Az Athenaeum Olvasótára-sorozatban is.)
- Rákosi Viktor, Sipulusz: Barnabás rabsága és egyéb elbeszélések. Budapest, 1896, 139 oldal. (1903-ban Az Athenaeum Olvasótára-sorozatban is.)
- Richard Henry Savage: Az alaszkai hercegnő. Ford. SZ.E. Budapest, 1900 körül, 187 oldal. (1899-ben Az Athenaeum Olvasótára-sorozatban is, 1900-as évek elején a Jeles Elbeszélők Kincsestára-sorozatban is. )
- Ossip Schubin: Bár csak tél lenne már! Regény. I–II. Ford. Székely Irén. Budapest, 1901. (Egyidejűleg Az Athenaeum Olvasótára-sorozatban is.)
- Ossip Schubin: Egy lángész története. Beszély. Budapest, 1894. 188 oldal. (Egyidejűleg Az Athenaeum Olvasótára-sorozatban is.)
- Ossip Schubin: Egy fáradt szív. Elbeszélés. Budapest, 1894. 145 oldal. (Egyidejűleg Az Athenaeum Olvasótára-sorozatban is.)
- Serao Matild: Harminc percent kamat. Ford. Zigány Árpád. Budapest, 1895, 130 oldal. (Egyidejűleg Az Athenaeum Olvasótára és a Jeles Elbeszélők Kincsestára-sorozatban is.)
- Hermann Sudermann: A homályban. Elbeszélések. Ford. Hann Peppi. Budapest, 1899 körül, 170 oldal. (Egyidejűleg Az Athenaeum Olvasótára-sorozatban is.)
- Szende Dárday Olga: Forgácsok. Elbeszélések. Budapest, 1900 körül, 153 oldal. (Egyidejűleg Az Athenaeum Olvasótára és a Jeles Elbeszélők Kincsestára-sorozatban is.)
- Szomaházy István: Biarritz és társa és egyéb elbeszélések. Budapest, 1897. 362 oldal. (Egyidejűleg Az Athenaeum Olvasótára-sorozatban is.)
- Szöllősi Zsigmond: Az Ollenburg-dynastia és egyéb elbeszélések. Budapest, 1903, 160 oldal. (Közel egyidejűleg Az Athenaeum Olvasótára-sorozatban is.)
- Thury Zoltán: Közönséges emberek. Budapest, 1898, 150 oldal. (Egyidejűleg Az Athenaeum Olvasótára-sorozatban is.)
- Tormay Cécile: Apród-szerelem. Novellák. Budapest, 1900, 155 oldal. (Egyidejűleg Az Athenaeum Olvasótára és a Nemzeti Regénytár-sorozatban is.)
- Tóth Béla: A Boldogasszony dervise és egyéb históriák. I–II. Budapest, 1897, 317 oldal. (Egyidejűleg Az Athenaeum Olvasótára-sorozatban is.)
- Turgenjev Iván: Zug. Regény. Ford. Ambrozovics Dezső. Budapest, 1890-es évek, 157 oldal. (1900 körül a Jeles Elbeszélők Kincsestára, 1904-ben Az Athenaeum Olvasótára-sorozatban is.)
- Vértesi Arnold: Előre. Regény. Budapest, 1900 körül, 171 oldal. (1895-ben a Jeles Elbeszélők Kincsestára, egyidejűleg, 1900 körül Az Athenaeum Olvasótára-sorozatban is.)
- Vértesy Arnold: Mindhiába. Regény. Budapest, 1895. 153 oldal. (Egyidejűleg Az Athenaeum Olvasótára-sorozatban is.)
- Lisle Wentworth Károly: Gyges gyűrűje I–II., Budapest, 1903. (Egyidejűleg Jeles Elbeszélők Kincsestára-sorozatban is.)
- Werner Gyula: Megvirrad még valaha. Regény. I–III. Budapest, 1897. (Egyidejűleg Az Athenaeum Olvasótára-sorozatban is.)